# Anguila peluda
La Anguila peluda es una figura criptozoológica perteneciente a la cultura y el folklore canario, concretamente de la región del macizo de Anaga, Tenerife.
Según leyendas populares se trataba de una anguila monstruosa de grandes dimensiones que habitaba un charco de la Punta de Anaga, y que aterrorizaba a la gente del lugar. Esta leyenda acabó por darle el nombre al propio charco, el Charco de la Anguila en el barranco del Palmital.
El historiador lagunero Manuel de Ossuna y Van Den Heede escribió en su obra «Anaga y sus antigüedades» (1897):

"...Entre los vecinos de la Punta de Anaga es corriente la tradición de que hace muchos años una anguila de enorme tamaño vivía en el Barranco de los Infiernos, garganta situada en un parage recóndito de la misma jurisdicción..."
Anaga y sus antigüedades. Manuel de Ossuna y Van Den Heede 1897: 11-18

El «barranco de los Infiernos» al que alude el autor es el actual barranco del Palmital. Según las leyendas populares, la criatura era un ser monstruoso; con una cabeza cubierta de pelo y malicia amenazante en la mirada. Los lugareños, campesinos en su mayoría, pensaban que era un demonio disfrazado, y que debía ser exorcizado. Tras esto, la criatura murió o desapareció.